# Горње Колибе
Горње Колибе је насељено мјесто у општини Брод, Република Српска, БиХ. Према прелиминарним подацима пописа становништва 2013. године, у насељу је живјело 723 становника.

## Историја
Насеље је до 1990. године имало назив Колибе Горње. Овде је 1992. године била битка за Горње Колибе.

## Становништво
Према попису становништва из 1991. године, мјесто је имало 1.407 становника.
| Демографија | Демографија | Демографија |
| Година      | Становника  | Становника  |
| ----------- | ----------- | ----------- |
| 1948.       | 1.109       |             |
| 1953.       | 1.146       |             |
| 1961.       | 1.156       |             |
| 1971.       | 1.140       |             |
| 1981.       | 1.235       |             |
| 1991.       | 1.407       |             |
| 2013.       | 723         |             |